# Not Afraid
Not Afraid (englisch für „Keine Angst“) ist ein Lied des US-amerikanischen Rappers Eminem. Es ist die erste Single aus seinem siebten Studioalbum Recovery und wurde am 29. April 2010 veröffentlicht.

## Inhalt
Im Gegensatz zu ersten Singles vorheriger Eminem-Alben, bei denen der Rapper vorrangig andere Prominente verspottete, ist Not Afraid ein Song mit durchaus ernstem Thema. So beschreibt Eminem in diesem Lied, wie er die Schwierigkeiten der letzten Jahre, vor allem seine Drogenabhängigkeit, überwunden hat. Im ersten Vers rappt der Künstler darüber, dass er sich beim Schreiben seiner Texte keine Gedanken um die Meinung von Kritikern oder der ganzen Welt macht, sondern nur schreibt, um seine Sicht auf verschiedene Dinge auszudrücken. In der zweiten Strophe kritisiert der Rapper sein eigenes Vorgänger-Album Relapse und meint, dass er sich bei diesem in der Tonlage vergriffen habe. Weiterhin verspricht er seinen Fans, dass es von nun an immer weiter aufwärtsgeht. Im letzten Vers berichtet Eminem davon, dass er seine Drogenabhängigkeit überwunden hat, bedankt sich bei seinen Fans und meint, dass er sich ab jetzt auf das Wichtige, z. B. seine Verantwortung als Vater, konzentrieren wird. Bei dem, im Gegensatz zu den gerappten Versen, gesungenen Refrain macht Eminem all denen Mut, die sich immer noch in einer schwierigen Phase befinden und sagt ihnen, dass sie nicht allein sind und seinem Beispiel folgen sollen.

## Produktion
Der Beat zum Song wurde hauptsächlich vom US-amerikanischen Produzent Boi-1da produziert. Als zusätzliche Produzenten fungierten Jordan Evans, Matthew Burnett sowie Eminem selbst.

## Musikvideo
Bei dem zu Not Afraid gedrehten Musikvideo führte Rich Lee Regie. Die Premiere des Videos fand am 5. Juni 2010 statt.

### Inhalt
Das Video wurde zum größten Teil auf den Straßen der Innenstadt von Newark, New Jersey gedreht und enthält viele Spezialeffekte: So fliegt der Rapper, nachdem er an einem Abgrund einer zerstörten Straße ankommt, quer durch die Stadt oder springt durch einen Spiegel. Eminem rappt außerdem auf der Spitze des Municipal Buildings von New York, auf dem er zu Beginn und am Ende des Videos steht sowie in einem dunklen Raum, aus dem der Künstler ausbricht, indem er ein Loch in eine Mauer schlägt.

### Auszeichnungen
Eminem erhielt für das Video zu Not Afraid bei den MTV Video Music Awards 2010 am 12. September die Auszeichnungen Best Male Video und Best Hip-Hop Video.

## Single

### Covergestaltung
Das Singlecover zeigt Eminem mit einer Lederjacke bekleidet, er streckt dem Betrachter eine Hand entgegen. Der Hintergrund ist in Grautönen gehalten, im unteren Bildteil stehen die Schriftzüge Not Afraid und Eminem.

### Chartplatzierungen
Not Afraid erreichte in der 30. Kalenderwoche des Jahres 2010 mit Platz 9 die höchste Position in den deutschen Charts. Eine Woche später belegte die Single Platz 10, bevor sie nochmals für zwei Wochen auf Rang 9 zurückkehrte. Insgesamt hielt sich der Song 30 Wochen in den Top 100. Das Lied konnte Platz 1 der US-Charts erreichen, was Eminem zuvor schon mit den Songs Lose Yourself (2002) und Crack a Bottle (2009) sowie anschließend mit Love the Way You Lie (2010) gelang. Not Afraid ist erst der 16. Song, der jemals an der Spitze der US-Charts debütieren konnte und die zweite Rap-Single nach I’ll Be Missing You von P. Diddy, die auf dem ersten Platz einstieg.
| ChartsChartplatzierungen       | Höchstplatzierung | Wochen |
| ------------------------------ | ----------------- | ------ |
| Deutschland (GfK)              | 9 (30 Wo.)        | 30     |
| Österreich (Ö3)                | 5 (29 Wo.)        | 29     |
| Schweiz (IFPI)                 | 2 (38 Wo.)        | 38     |
| Vereinigte Staaten (Billboard) | 1 (25 Wo.)        | 25     |
| Vereinigtes Königreich (OCC)   | 5 (28 Wo.)        | 28     |

| ChartsJahrescharts (2010)      | Platzierung |
| ------------------------------ | ----------- |
| Deutschland (GfK)              | 39          |
| Österreich (Ö3)                | 30          |
| Schweiz (IFPI)                 | 15          |
| Vereinigte Staaten (Billboard) | 24          |
| Vereinigtes Königreich (OCC)   | 34          |

### Auszeichnungen für Musikverkäufe
Allein in den USA wurden von Not Afraid, inklusive Streaming, mehr als elf Millionen Singles verkauft. Hierfür wurde das Lied in den Vereinigten Staaten mit elffach Platin ausgezeichnet. Im Jahr 2018 erhielt Not Afraid in Deutschland für über 300.000 verkaufte Einheiten eine Platin-Schallplatte.
| Land/Region                  | Auszeichnungen für Musikverkäufe (Land/Region, Auszeichnung, Verkäufe) | Verkäufe   |
| ---------------------------- | ---------------------------------------------------------------------- | ---------- |
| Australien (ARIA)            | 11× Platin                                                             | 770.000    |
| Brasilien (PMB)              | 2× Diamant                                                             | 500.000    |
| Dänemark (IFPI)              | Platin                                                                 | 90.000     |
| Deutschland (BVMI)           | Platin                                                                 | 300.000    |
| Frankreich (SNEP)            | —                                                                      | 66.500     |
| Italien (FIMI)               | Platin                                                                 | 30.000     |
| Neuseeland (RMNZ)            | 4× Platin                                                              | 120.000    |
| Österreich (IFPI)            | 2× Platin                                                              | 60.000     |
| Schweiz (IFPI)               | Platin                                                                 | 30.000     |
| Spanien (Promusicae)         | Gold                                                                   | 30.000     |
| Südkorea (KMCA)              | —                                                                      | 567.119    |
| Vereinigte Staaten (RIAA)    | 11× Platin                                                             | 11.000.000 |
| Vereinigtes Königreich (BPI) | 3× Platin                                                              | 1.800.000  |
| Insgesamt                    | 1× Gold · 25× Platin · 3× Diamant ·                                    | 15.363.619 |

Hauptartikel: Eminem/Auszeichnungen für Musikverkäufe
Bei den Grammy Awards 2011 erhielt Not Afraid den Preis für die beste Solodarbietung in der Kategorie Rap und war als bester Rap-Song nominiert.